# Günther Hollweg
Günther Hollweg (* 24. Mai 1902 in Hütte, Westpreußen; † 7. Juni 1963 in Freiberg) war ein deutscher Bergbauingenieur und Professor für Organisation des Bergbaubetriebes und zuletzt Rektor der Bergakademie Freiberg im Erzgebirge.

## Leben

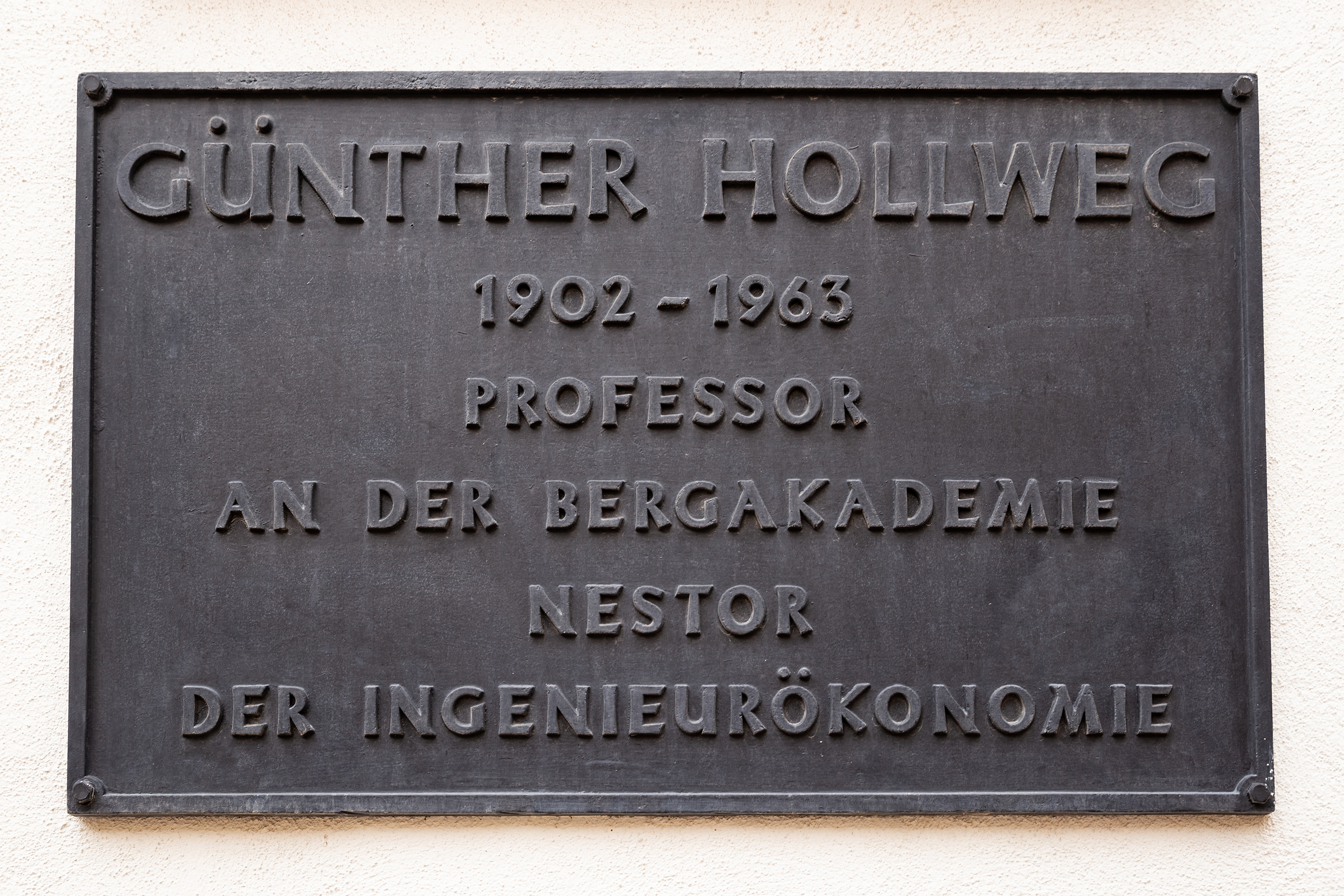
Gedenktafel in Freiberg

Günther Hollweg wurde als Sohn eines Landwirts in Westpreußen geboren und besuchte in der preußischen Kreisstadt Nordhausen von 1911 bis 1920 das Realgymnasium. Im Anschluss daran studierte er Bergbauwissenschaften an der Bergakademie Clausthal und besuchte die Technische Hochschule Berlin-Charlottenburg, wo er 1925 das Diplom ablegte.
Seine erste praktische Tätigkeit fand Günther Hollweg im Flussspatbergbau, wo er bis 1929 als Betriebsleiter wirkte. In dieser Zeit promovierte er 1928 an der Technischen Hochschule Berlin mit der Dissertation zum Thema Die Wirtschaftlichkeit der Band-, Gliederband- und Conveyerförderung, die in den Heften 44 und 45 der Zeitschrift Braunkohle 1929/31 in Druck erschien.
Ab 1929 war Günther Hollweg als Betriebsingenieur im Braunkohlenbergbau tätig. Zum 1. Mai 1933 trat er der NSDAP bei (Mitgliedsnummer 2.507.160). 1936 erfolgte seine Ernennung zum Betriebsdirektor. In dieser Funktion arbeitete er bis zum Ende des Zweiten Weltkrieges bei der Braunkohle, die sich in dieser Zeit rasant entwickelte. 
Am 1. Oktober 1956 erfolgte die Ernennung von Günther Hollweg zum ordentlichen Professor für Organisation des Bergbaubetriebes an der Bergakademie Freiberg. 1961 wurde er zum Rektor gewählt. Nach zwei Jahren erfolgte 1963 seine Wiederwahl, doch verstarb er kurze Zeit später im Alter von 61 Jahren.

## Ehrungen
- Verdienter Bergmann der DDR (1956)
- Vaterländischer Verdienstorden in Silber (1959)
- Mitglied des Forschungsrates der DDR (1963)